# Kammerassessor
Kammerassessor var i Danmark under enevælden en titel som oprindeligt betegnede udpegede medlemmer af skatkammerkollegiet. Andre medlemmer var kammerråder som havde en højere rang.
Senere blev kammerassessor udelukkende en ærestitel som gav adgang til 8. (hvis betegnelsen var virkelig kammerassessor) eller 9. rangklasse.